# توماس بودلي
السير توماس بودلي (2 مارس 1545 – 28 يناير 1613) هو دبلوماسي وباحث إنجليزي أسس مكتبة بودليان في أكسفورد.

## الأصول
ولد توماس بودلي في 2 مارس 1545، في العام قبل الأخير من عهد الملك هنري الثامن، في مدينة إكستر في ديفون. كان واحدًا من سبعة أبناء لجون بودلي (توفي في 15 أكتوبر، 1591) من إكستر، تاجر بروتستانتي اختار المنفى في الخارج بدلًا من البقاء في إنجلترا في ظل حكومة الملكة ماري الرومانية الكاثوليكية (حكم منذ 1553 حتى 1558). شارك بذلك في نشر إنجيل جنيف للسير رولاند هيل.
كان والد جون، اسمه أيضًا جون بودلي، الابن الأصغر لعائلة بودلي من طبقة النبلاء في دونسكومب، بالقرب من في ديفون. كانت والدة توماس هي جوان هون، ابنة ووريثة مشاركة لروبرت هون من أوتري سانت ماري، ديفون. كان شقيق توماس الأصغر هو السير جوزياس بودلي، الذي منحه إيرل ديفون لقب فارس في أيرلندا.

## الطفولة والتعليم
لجأت العائلة، بما في ذلك شقيق توماس الأصغر جوزياس بودلي (ونيكولاس هيليارد البالغ من العمر عشر سنوات، والذي كان متعلقًا بالأسرة بسبب والديه وهما أصدقاء لعائلة بودلي)، إلى دوقية كليفز في عهد الملكة ماري (1553- 1558). مكثوا في بلدة ويزل، ثم في مدينة فرانكفورت الإمبراطورية الحرة، قبل أن يستقروا في نهاية المطاف في جنيف، موطن الكالفينية ومركز كبير للإصلاح الإنجليزي. أتيحت الفرصة هناك لتوماس للدراسة في أكاديمية جون كالفين التي كانت قد أقيمت حديثًا. حضر محاضرات في اللاهوت ألقاها ثيودور بيزا وكالفن نفسه وحضر التقديمات التي أشرف عليها جون نوكس. تعلم اليونانية من ماتيوس بيروالد والعبرية من أنطوان شوفالييه. ظلت دراسة هذه اللغات شغفًا دائمًا لبودلي طوال حياته.
بعد وفاة ماري عام 1558 واعتلاء الملكة إليزابيث العرش، عادت العائلة إلى إنجلترا، ودخل بودلي كلية ماغدالين، أكسفورد، للدراسة تحت إشراف لورانس همفري. حصل في عام 1563 على درجة البكالوريوس، وبعد ذلك بوقت قصير، في عام 1564، تم قبوله كزميل في كلية ميرتون.
كان توماس بودلي متزوجا من آن بول، وهي أرملة ثرية، ولم ينجبا أي أطفال.

## مسيرته المهنية
بدأ إلقاء المحاضرات في ميرتون وفي أبريل 1565 تم تعيينه رسميًا كأول محاضر للكلية في اللغة اليونانية القديمة، وهو المنصب الذي بقي دائمًا فيه فيما بعد. شغل العديد من المراكز الوظيفية في الكلية: في عام 1569 تم انتخابه ليكون أحد المراقبين الناشئين في الجامعة وعمل بعدها لبعض الوقت نائبًا للمتحدث العام للجامعة. غادر أكسفورد عام 1576 بامتياز للدراسة في الخارج ومنحة من كليته بعشر ماركات (ما يعادل 6 جنيه و13 شلش و4 بنس)، وقام بودلي بجولة في فرنسا وإيطاليا والإمبراطورية الرومانية المقدسة، وزار العلماء وأضاف الفرنسية والإيطالية والإسبانية إلى مجموعته من اللغات.
قيل إنه خلال جولته في ايطاليا بدأ في فورلي بشكل من أشكال تعليم أوليات فيثاغورس في الأكاديمية الأفلاطونية.
تم تعيين بودلي عند عودته إلى إنجلترا، مرشدًا نبيلًا للملكة إليزابيث، وفي عام 1584 دخل مجلس العموم كأحد أعضاء بورتسموث. في عام 1585 تم تكليفه بمهمة تشكيل تحالف بين فريدريك الثاني ملك الدنمارك وبعض الأمراء الألمان لمساعدة هنري نافارا، أو هنري الرابع ملك فرنسا لاحقًا. تم إرساله بعد ذلك في مهمة سرية إلى فرنسا. في عام 1586 انتخب لتمثيل بلدة سان جيرمانز في البرلمان، وفي عام 1588 تم إرساله إلى لاهاي كوزير، وهو منصب يتطلب مهارة دبلوماسية كبيرة، حيث أنه كان يجب محاربة السلطة الإسبانية في هولندا. كانت الصعوبات الأساسية لمهمته معقدة بسبب مؤامرات وزراء الملكة في موطنه، وطلب بودلي مرارًا وتكرارًا أن يتم سحبه. سمح له أخيرًا بالعودة إلى إنجلترا في عام 1596، لكنه وجد ترقيته المأمولة إلى وزير الخارجية قد تعرقلت بسبب المصالح المتنافسة لبورغلي وإسيكس، فتقاعد من الحياة العامة وعاد إلى أكسفورد.
عندما تزوج عام 1587، أجبر على الاستقالة من الزمالة في ميرتون، لكنه احتفظ بالعديد من الأصدقاء هناك وفي ربيع عام 1598 قدمت الكلية عشاءً على شرفه. يتكهن جي إتش مارتن بأن الإلهام لترميم مكتبة الدوق همفري القديمة ربما جاء نتيجة تجديد اتصال بودلي بهنري سافيل وغيره من زملائه السابقين في هذا العشاء. حالما تم قبول اقتراحه، كرس بقية حياته لمشروع المكتبة. عانت المكتبة السابقة من حماسة مفوضي إدوارد السادس الذين أزالوا المجموعة القديمة. مُنح لقب الفارس الحدث في 18 أبريل 1604.

## روابط خارجية
- أعمال أو نبذة عن توماس بودلي على أرشيف الإنترنت